# Viereckia
Viereckia es un género monotípico de plantas de la familia de las asteráceas. Su única especie: Viereckia tamaulipasensis es originaria  de México.

## Descripción
Las plantas de este género solo tienen disco (sin rayos florales) y los pétalos son de color blanco, ligeramente amarillento blanco, rosa o morado (nunca de un completo color amarillo).

## Taxonomía
Urbananthus pluriseriatus fue descrita por   R.M.King & H.Rob.  y publicado en Phytologia 31: 118. 1975.
Sinonimia
- Eupatorium tamaulipasense (R.M.King & H.Rob.) B.L.Turner
- Chromolaena tamaulipasensis (R.M.King & H.Rob.) B.L.Turner[5]